# Viktor Zoebkov (politicus)
Viktor Aleksejevitsj Zoebkov (Russisch: Виктор Алексеевич Зубков) (Arbat, 15 september 1941) was van 12 september 2007 tot 17 mei 2008 premier van Rusland en de vierde onder het bewind van president Vladimir Poetin. Daarna werd hij voorzitter van Gazprom.

## Jeugd en carrière
Zoebkov werd geboren in de -nu opgeheven- mijnbouwplaats Arbat (of Arbatski) in het stedelijk district Koesjva van de Russische oblast Sverdlovsk. In 1958 verhuisde zijn gezin naar de oblast Moermansk. Tussen 1958 en 1960 werkte hij daar als pijpfitter in de mechanische fabriek, de mijn Nittis-Koemzje van Severonikel van de stad Montsjegorsk in de oblast Moermansk. Tussen 1960 en 1965 studeerde hij aan de faculteit economie van het Landbouwinstituut van Leningrad in Poesjkin. In 1966 begon hij met zijn 18 maanden durende militaire dienst bij het Rode Leger. Daarna werkte hij van 1967 tot 1985 op leidinggevende posities binnen verschillende sovchozen van de oblast Leningrad; als bestuurder van een departement, onderdirecteur, directeur en algemeen directeur van de vereniging van sovchozen. Hij zou zijn geschrokken van de lage productiecijfers, luiheid van het personeel en verspilling van goederen en mocht zelf een sovchoz op poten zetten. Een voormalig medewerker verklaarde "Dat bedrijf werd een voorbeeld voor het hele land" en "De koeien gaven er gemiddeld meer melk dan op het beste Finse bedrijf".
Vervolgens vervulde hij van 1985 tot 1991 verschillende leidinggevende posities binnen de CPSU (divisiehoofd van landbouw en voedselindustrie en landbouwdivisie van het regionale comité van de partij) in dezelfde oblast voor de stad Priozersk, waarbij hij van 1989 tot 1991 vicevoorzitter was van het uitvoerend comité van de regionale oblastafdeling van de partij. Van januari 1992 tot november 1993 vervulde hij de post van vicevoorzitter van de Commissie voor Externe Relaties van het Stadsbestuur van Sint-Petersburg, dat toen onder leiding stond van de latere president Vladimir Poetin. Hier ontstond een vertrouwensrelatie tussen beide mannen. Daarna was hij van 3 november 1993 tot 30 november 1998 hoofd van het departement voor Staatsbelastingeninspectie van Sint-Petersburg en tegelijkertijd onderminister van de Staatsbelastingeninspectie van Rusland.
In december 1998, tijdens het kabinet-Primakov, werd de Staatsbelastingeninspectie tot onderdeel gemaakt van het Ministerie van Belastingen van Rusland en werd Zoebkov van vicehoofd tot hoofd van het directoraat van Belastingen van Sint-Petersburg gemaakt. Op 23 juli 1999 werd Zoebkov benoemd tot onderminister van Rusland voor Belastingen voor het Noordwestelijk Federaal District. Een paar dagen later werd hij ook benoemd tot hoofd van het Directoraat voor belastingen van Sint-Petersburg en de oblast Leningrad.
Op 12 augustus 1999 liet hij zich registreren als kandidaat voor de gouverneursverkiezingen van de oblast Leningrad, waarin hij werd bijgestaan door Boris Gryzlov als zijn kiesman, maar hij verloor van Valeri Serdjoekov op 19 september van dat jaar met slechts 8,64 procent van de stemmen, waarmee hij als vierde eindigde.
Op 5 november 2001 nam hij afscheid van al zijn belastingfuncties, toen hij werd benoemd tot onderminister van Financiën van Rusland en voorzitter van het Financiële Toezichtcommissie van dit ministerie, dat was gericht op het bestrijden van het witwassen van gelden. Hij was degene die de aanpak van Michail Chodorkovski uitdokterde. Tijdens zijn ambtsperiode maakte hij zich vooral sterk voor het vergroten van de bevoegdheden van de opsporingsdiensten en stelde voor om de tegoeden van verdachten van corruptie te bevriezen voor anderhalve maand met de woorden "Ik weet zeker dat 90 procent van het geld daarna niet meer wordt opgehaald".
Op 16 maart 2004, nadat Poetin het kabinet-Kasjanov naar huis had gestuurd, werd de commissie hernoemd tot de Federale Financiële Toezichtdienst van Rusland, maar Zoebkov behield zijn positie in het kabinet-Fradkov I en het kabinet-Fradkov II tot 2007.

## Premierschap
Op 12 september 2007 stuurde president Poetin Michail Fradkov en zijn kabinet naar huis en benoemde kort daarna Zoebkov tot premier van het nieuwe kabinet-Zoebkov. Op 14 september keurde de Staatsdoema de benoeming goed. Als speerpunten noemde hij bij zijn benoeming de bestrijding van de corruptie, die onder Poetins bewind gigantisch is gegroeid en het voortzetten van Poetins beleid met betrekking tot de heropbouw van het Russische militair-industrieel complex.
Door sommige politieke analisten werd de promotie gezien als een stap van Poetin om hem tot zijn uiteindelijke opvolger aan te wijzen analoog aan de opvolging van president Jeltsin door Poetin in 1999. Anderen zagen in hem echter slechts een interim-minister als een stap om de competitie tussen de presidentskandidaten weer te laten hernieuwen. Zoebkov gaf zelf bij zijn benoeming aan dat hij niet uitsloot zichzelf kandidaat te stellen voor de komende presidentsverkiezingen. Poetin verklaarde op 14 september bovendien dat Zoebkov een goede opvolger zou kunnen zijn. Uiteindelijk bleek echter toch dat de al eerder favoriet geachte Dmitri Medvedev door Poetin werd aangewezen als gewenste presidentiële opvolger.